# Henri Delaborde (Maler)

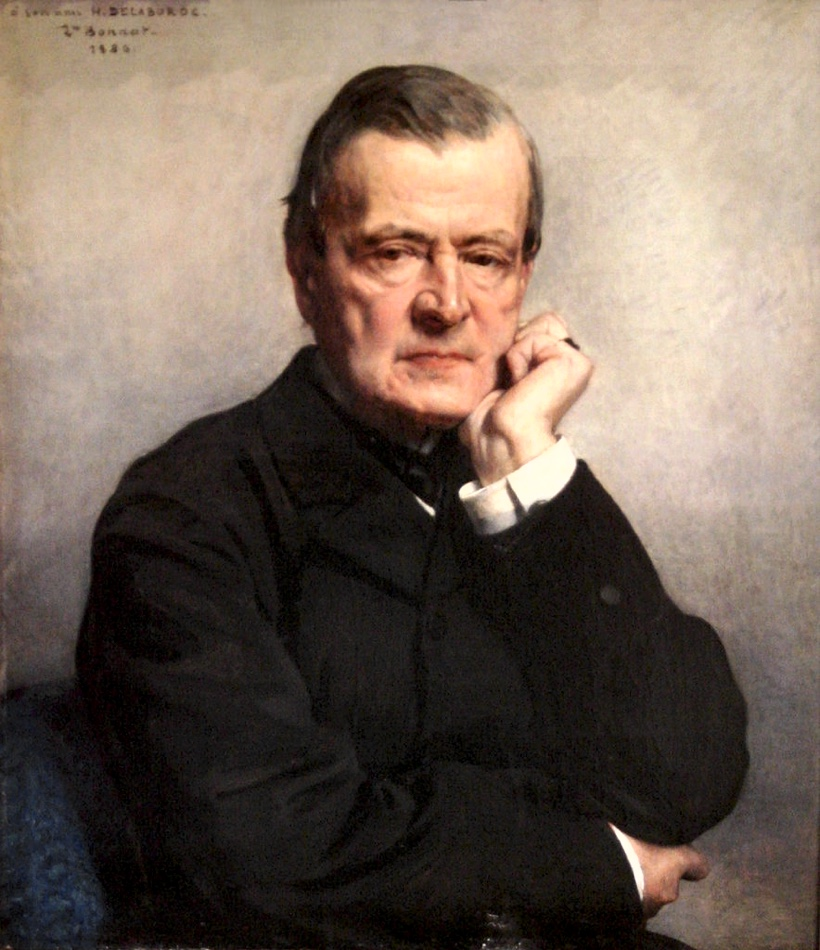
Henri Delaborde, porträtiert von Léon Bonnat um 1886

Henri Delaborde (* 2. Mai 1811 in Rennes; † 17. Mai 1899 in Paris) war ein französischer Kunsthistoriker und Maler des Klassizismus.
Henri Delaborde wurde als Sohn des französischen Generals Henri François Delaborde und dessen Frau Rose Charlotte Guillaume in Rennes geboren. Seine künstlerische Ausbildung erhielt er bei Paul Delaroche an der Lycée Condorcet in Paris. Neben seiner Tätigkeit als Maler war er als Kunsthistoriker und Konservator am Kupferstichkabinett der Bibliothèque nationale de France tätig. Er war ein Mitglied der Académie des Beaux-Arts.
Am 1. Juli 1854 wurde sein Sohn Henri-François Delaborde in Versailles geboren.

## Werke (Auswahl)

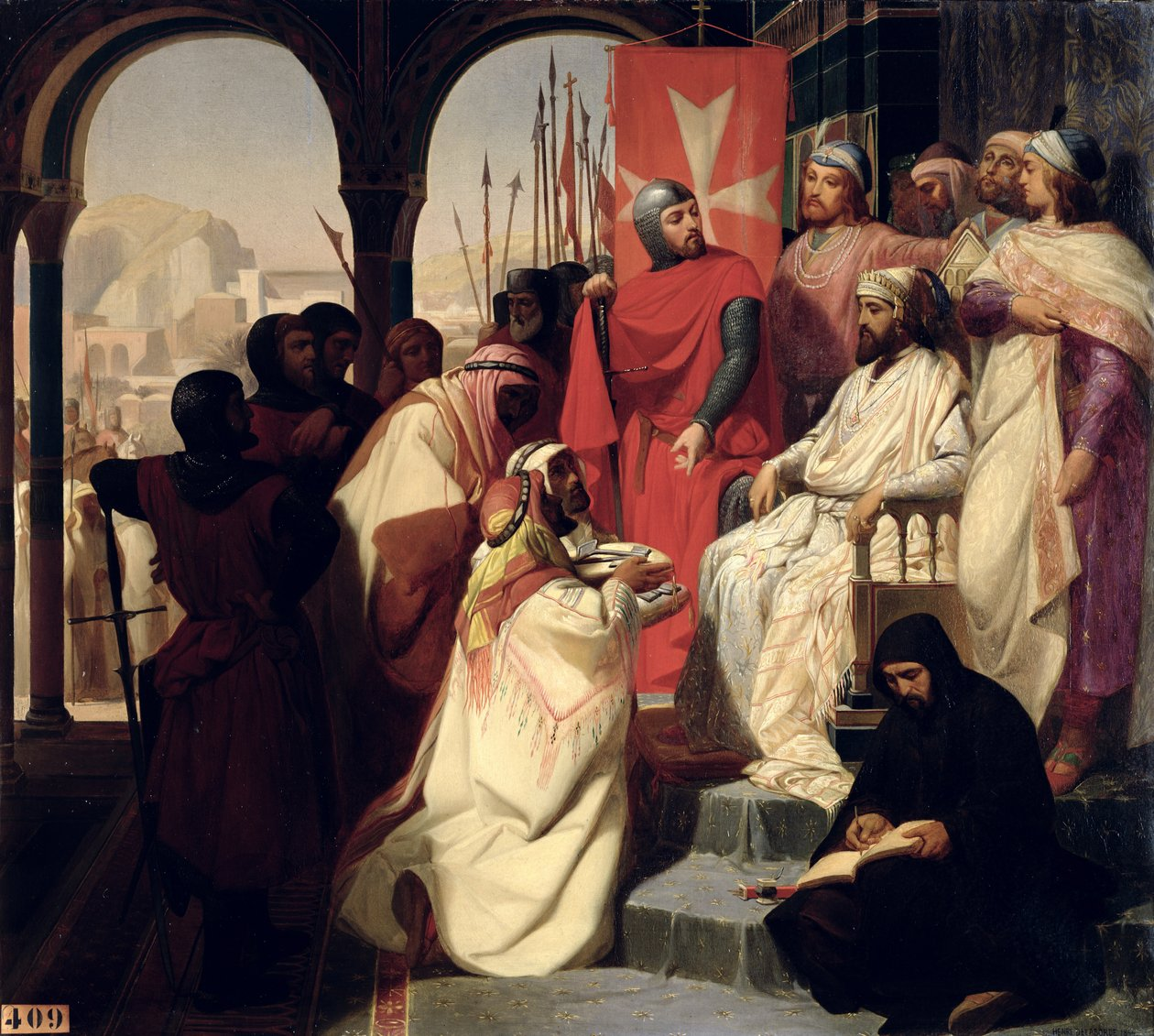
Ritter des Ordens des Heiligen Johannes von Jerusalem stellen 1347 die Religion in Armenien wieder her
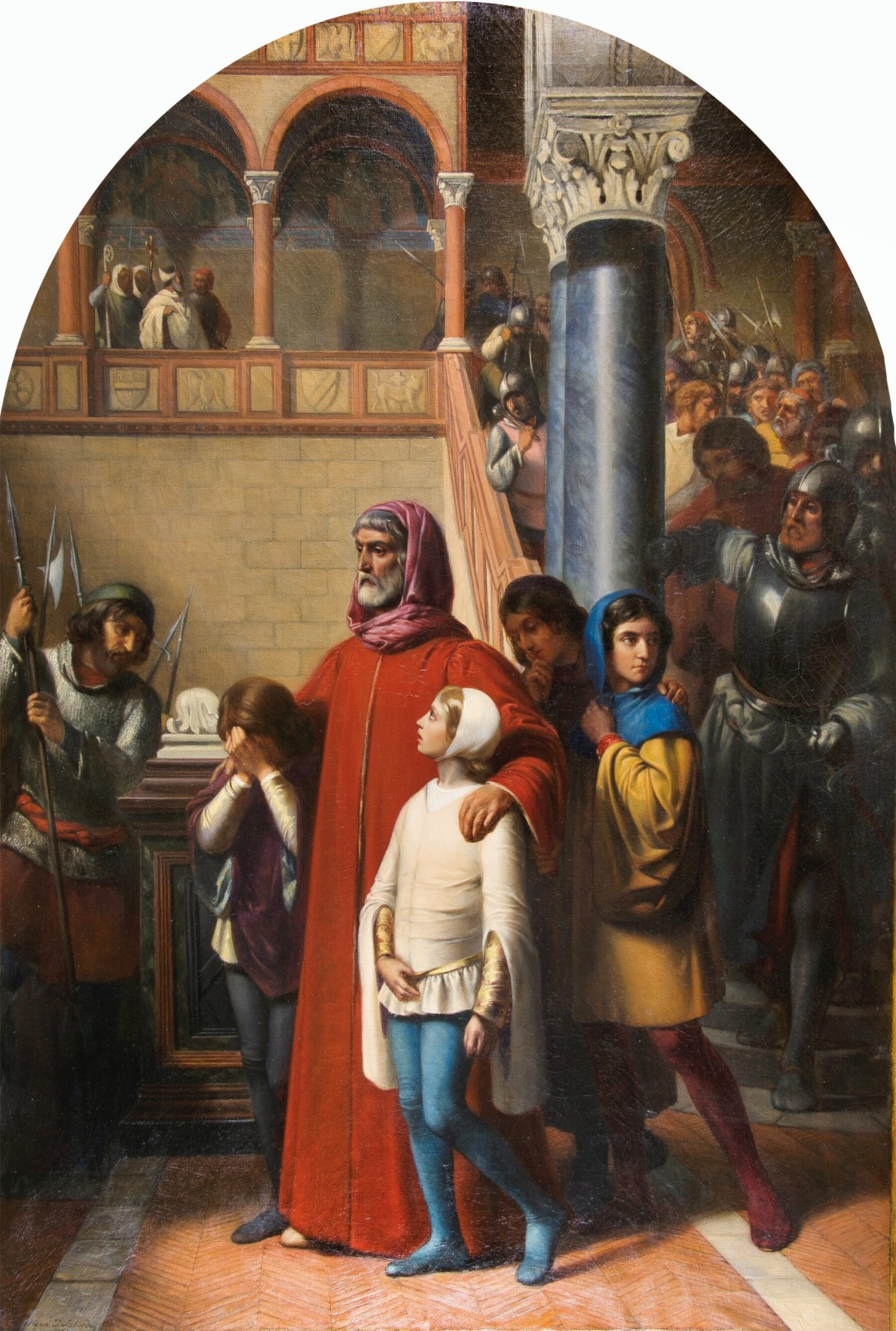
Die Verhaftung Ugolinos, 1837
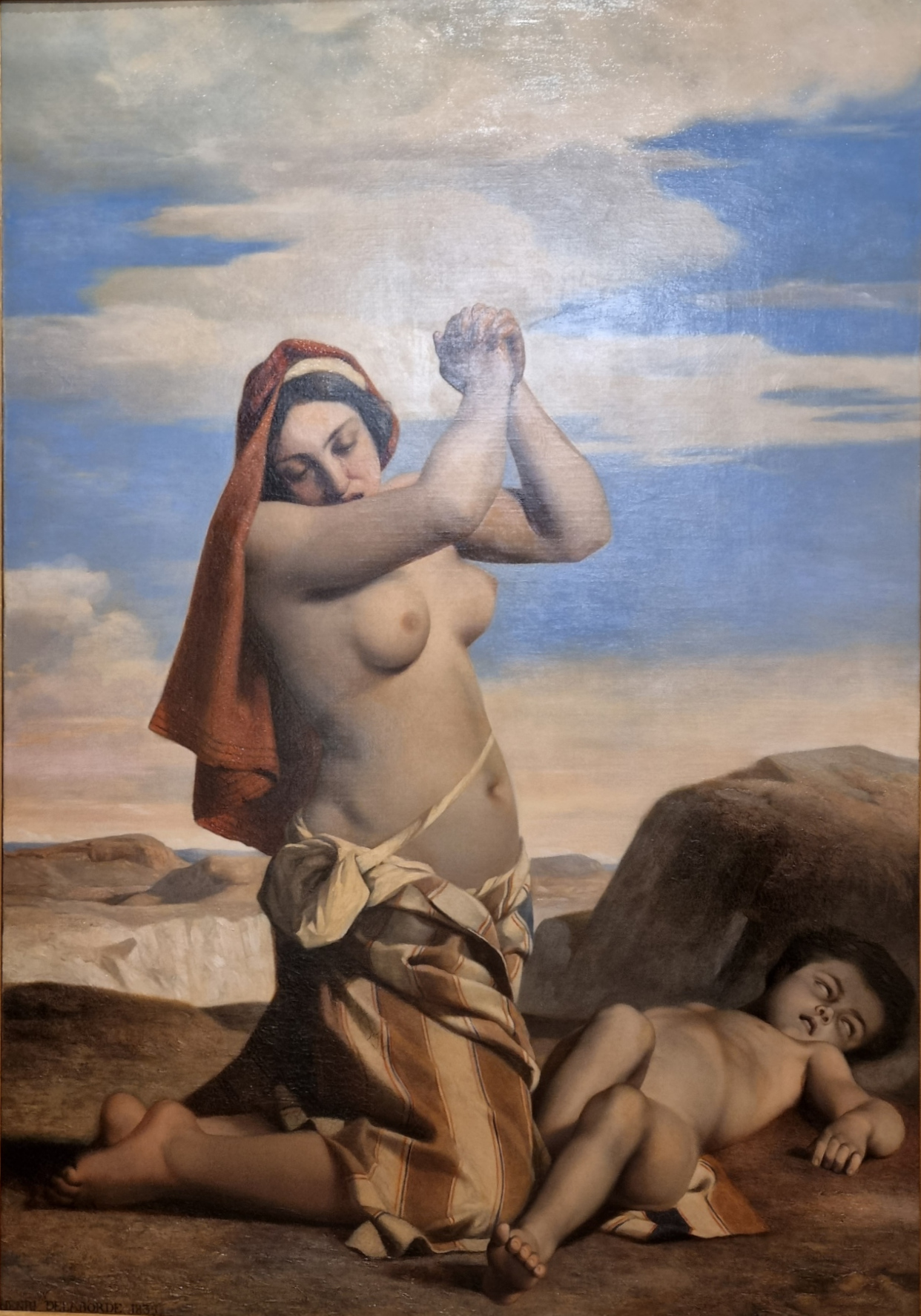
Hagar in der Wüste, 1835
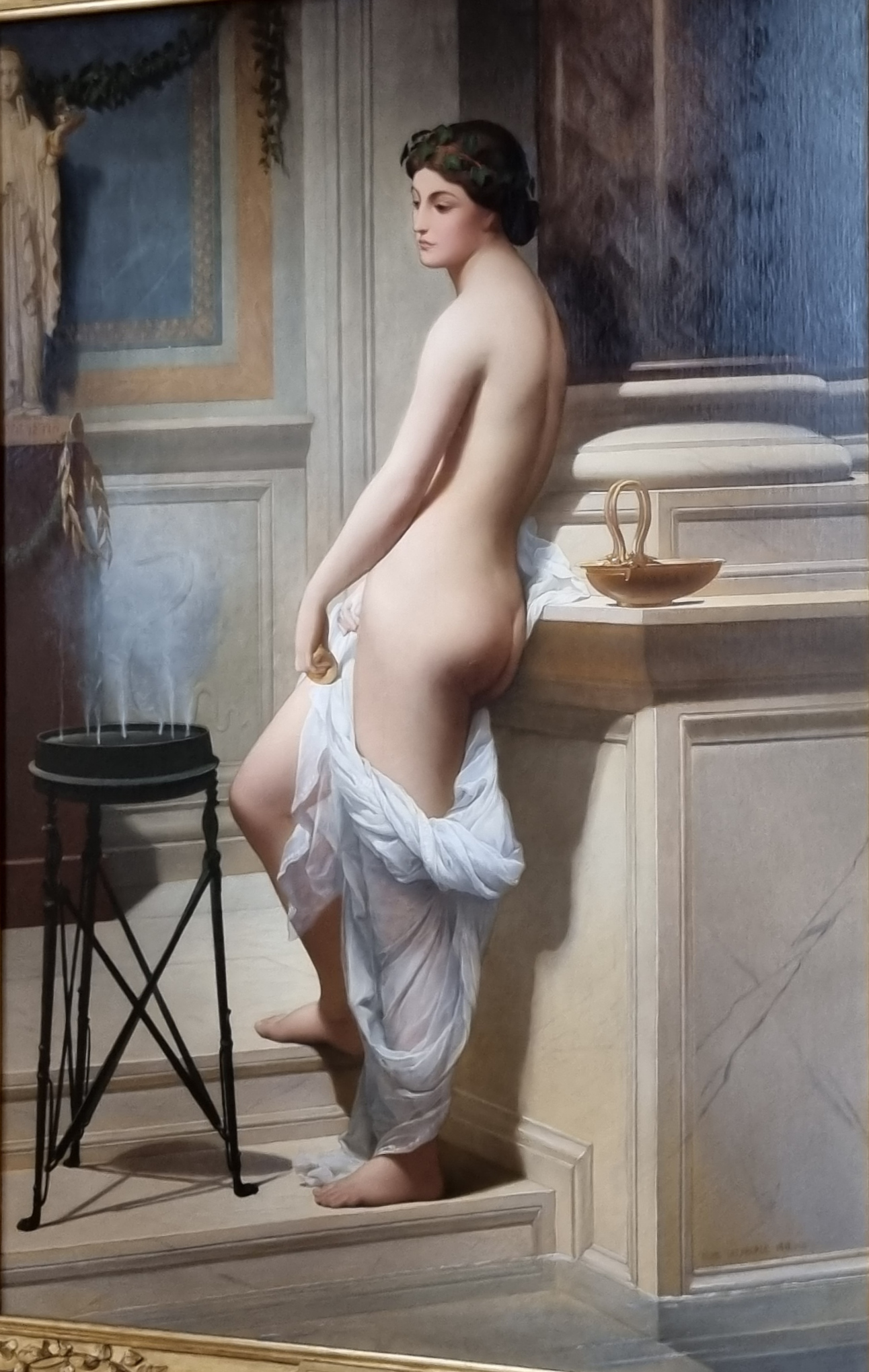
Opfergabe an Hygieia, 1841

Delabordes Werke sind unter anderem im Musée des Beaux-Arts in Dijon ausgestellt.